# Kraini Dol, Kiustendil
Kraini Dol (în bulgară Крайни Дол) este un sat în comuna Dupnița, regiunea Kiustendil,  Bulgaria. 

## Demografie
Componența etnică a satului Kraini Dol
     Bulgari (98,18%)
     Nicio identificare (1,81%)
     Altele (0%)
La recensământul din 2011, populația satului Kraini Dol era de 55 locuitori. Din punct de vedere etnic, majoritatea locuitorilor (98,18%) erau bulgari. Pentru 1,81% din locuitori nu este cunoscută apartenența etnică.